# Le Mesge
Le Mesge – miejscowość i gmina we Francji, w regionie Hauts-de-France, w departamencie Somma.
Według danych na rok 2010 gminę zamieszkiwało 187 osób, a gęstość zaludnienia wynosiła 21 osób/km².